# Ana Luísa Escorel
Ana Luísa Escorel de Mello e Souza (n. 1948) es una diseñadora brasileña, editora, y autora de libros sobre diseño gráfico. También ha escrito regularmente sobre esa disciplina estética para periódicos y revistas especializadas. Fue socia fundadora del "Escritorio A3 de Programación Visual" con Evelyn Grumach y Heloisa Faria.

## Participaciones en exposiciones
Ha participado de encuentros en diseño gráfico en el Brasil, Estados Unidos, Alemania, Italia, Francia, Portugal. Además ha participado de la XV y la XVIIª Bienales de Diseño Gráfico de Brno, República Checa, y de la "Exposición 100º International Contemporary Bookplates", organizada por la AIGA/The American Institute of Graphic Arts, sección Raleigh, EE. UU. Tiene trabajos publicados, entre otras, en las revistas Print (EE. UU.), Novum (Alemania) e Idea (Japón).

## Vida privada
Es hija de la filósofa y profesora Gilda de Mello e Souza, y del escritor, profesor y crítico literario Antônio Cândido, y hermana de Laura de Mello e Souza, y de Marina de Mello e Souza.

## Libros
- 2010. O pai, a mae e a filha. Editor Ouro sobre azul, 279 pp. ISBN 8588777363[4]

- 2000. A garota da fabrica de misseis: memorias de uma operaria da Nova China. Con Lijia Zhang, y Roberto Grey. Editor Reler. 416 pp. ISBN 8598650153

- 1999. O Efeito multiplicador do design. 2ª edición ilustrada de Senac, 117 pp. ISBN 8573591080 libro en línea

- 1972. Brochura Brasileira: objeto sem projeto. Edtor J. Olympio, 91 pp.

### Reseñas
- Glória aos mãos sujas (Gloria a las manos sucias). En: O Gráfico Amador, de Guilherme Cunha Lima. RJ: Editora da UFRJ, 1997 artículo en línea